# Leiocephalus carinatus
Leiocephalus carinatus là một loài thằn lằn trong họ Leiocephalidae.

## Phân bố địa lý
Loài này có nguồn gốc ở quần đảo Bahama, quần đảo Cayman, và Cuba, nhưng cũng đã được du nhập ở Palm Beach, Florida, vào những năm 1940 trong một nỗ lực để kiểm soát sâu hại mía.

## Mô tả
Con trưởng thành có thể đạt chiều dài từ mõm đến lỗ huyệt là 10,5 cm (4,1 in), hoặc có chiều dài toàn thân, bao gồm cả đuôi, 26 cm. Vảy ngược và nhọn. L. carinatus loài thằn lằn của chi Sceloporus.
Là một loài thằn lằn hoạt động mạnh, chúng chủ yếu ở trên mặt đất và chui vào hang hoặc hốc khi bị đe doạ. Chúng thích các khu vực đầy nắng với sỏi vụn và đá. Tại quần đảo Cayman một cá thể lớn bị bắt được quan sát thấy liên tục đào hang trong cát trong một chiếc hộp nhốt nó, mặc dù đã có một chỗ ẩn nấp trong đá đã làm sẵn. Loài thằn lằn này cũng giả chết khi bị tóm và nằm bất động một lát sau khi được thả ra.

## Phân loài
- L. c. carinatus Gray, 1827
- L. c. aquarius Schwartz & Ogren, 1956
- L. c. armouri Barbour & Shreve, 1935
- L. c. cayensis Schwartz, 1959
- L. c. coryi K.P. Schmidt, 1936
- L. c. granti Rabb, 1957
- L. c. hodsdoni K.P. Schmidt, 1936
- L. c. labrossytus Schwartz, 1959
- L. c. microcyon Schwartz, 1959
- L. c. mogotensis Schwartz, 1959
- L. c. varius Garman, 1887
- L. c. virescens Stejneger, 1901
- L. c. zayasi Schwartz, 1959[3]